# 少尉候補生
少尉候補生（しょういこうほせい）は、広義には軍隊で少尉になる教育を受ける者。ただしこの項では狭義の帝国海軍における海軍少尉候補生について主に述べる。

## 概要

### 海軍少尉候補生
海軍兵学校を卒業した者。海軍創設当初は海軍少尉補及び海軍少尉試補を経ていた。1886年（明治19年）頃から海軍少尉候補生に改められた。1889年（明治22年）に公布された海軍高等武官任用条例（勅令第91号）第4条には「少尉候補生ハ海軍兵学校ノ全学科ヲ卒業シタル者ヨリ採用ス」と定められている。
海軍少尉候補生は「奏任官待遇」の「命じられる」身分であり、「任用される」ものではない。よって「海軍少尉候補生を命じられる」「命 海軍少尉候補生」が正しく、「任 海軍少尉候補生」「海軍少尉候補生に任じられる」などの表現は誤り。
- 海軍少尉候補生 - 海軍兵学校を卒業した者をいい、1年間本務に必要な勤務を習得したのち（練習候補生として内地航海および遠洋航海をした上で、実務候補生として勤務に服する）、少尉に任じられる
- 海軍機関少尉候補生 - 海軍機関学校を卒業した者をいい、任官の要領は少尉候補生に同じである。
- 海軍主計少尉候補生 - 「海軍経理学校を卒業した者」、および「中学校もしくはこれと同等以上と認める学校を卒業し、かつ法律学、経済学を修めた者で採用試験に合格した者」をいい、任官の要領は前者に準じる。慶應義塾大学は1899年（明治32年）に普通学科および大学科卒業生に主計少尉候補生の受験資格を得た。（三十年勅令第三百十四号，海軍高等武官補充条例第七条）。
- 各科候補生 - 外国の学校において相当の課程を修了し、採用試験に合格し、海軍武官任用委員の銓衡を経た者をいう。ただし兵科、機関科を除く。

### 陸軍少尉候補者
帝国陸軍において制度的に海軍の少尉候補生と近似するものは士官候補生を経た見習士官がそれにあたるが、少尉候補“生”と名称が近似したものに少尉候補者がある。この陸軍少尉候補“者”は現役の准士官・下士官の中から特に選抜されて現役少尉となる教育を受ける者のことである。
- 兵科
  - 少尉候補者 - 38歳未満の現役特務曹長、曹長、軍曹（実役停年2年以上の者で飛行機操縦術を修得した者に限る）、または砲工兵上等工長もしくは一等工長中、身体強健、人格成績ともに優秀かつ家庭良好な者で、所属部隊長の選抜した者の中から試験のうえ、陸軍大臣が定め、陸軍士官学校、陸軍工科学校または憲兵訓練所に入校させる。修学期間は1年であるが、各学校を卒業した少尉候補者はおおむね2ヶ月間所属部隊（陸軍技術本部および陸軍造兵廠をふくむ）において士官の勤務を習得させる。少尉候補者を将校とするかどうかの可否を決するのは所属部隊（陸軍技術本部および陸軍造兵廠をふくむ）の将校銓衡会議である。

- 各部（昭和16年5月時点の制度）[3]
  - 技術部少尉候補者 - 技術少尉となる
  - 経理部少尉候補者 - 主計少尉となる
  - 衛生部少尉候補者 - 衛生少尉となる（医師免許を有さないため、軍医官とは別階級）
  - 獣医部少尉候補者 - 獣医務少尉となる（獣医師免許を有さないため、獣医官とは別階級）